# Белгородский литературный музей
Белгородский Государственный Литературный музей — литературный музей в Белгороде, открытый 26 апреля 1999 года. Музей расположен в местном памятнике архитектуры XVIII века доме купца Селиванова.

## Награды
- Национальная премия «Имперская культура» имени Эдуарда Володина в номинации «Территория слова» (2019)[1]